# وسترشير الغربية (دائرة انتخابية في المملكة المتحدة)
وسترشير الغربية (بالإنجليزية: West Worcestershire)‏ هي إحدى الدوائر الانتخابية في المملكة المتحدة الممثلة في مجلس العموم في برلمان المملكة المتحدة.
عضو البرلمان الذي يمثلها حالياً هو :Sir Michael Spicer (Con).